# یاسر کرمی
یاسر کرمی (زاده ۲۲ آوریل ۱۹۹۲) یک بازیکن فوتبال اهل ایران است.